# Omer Šipraga
Omer Šipraga (Šiprage, 7 gennaio 1926 – Šiprage, 7 aprile 2012) è stato un partigiano bosniaco.
Insieme al fratello Mustafa, durante la Seconda Guerra Mondiale guidò una delle prime rivolte nel comune di Šiprage.

## Biografia
Omer Šipraga nacque nel 1926 dall'aristocratica famiglia di Mujo Šipraga, discendente diretto di uno dei fondatori dell'insediamento locale, che oggi è il villaggio di Šiprage, in Bosnia-Erzegovina. In giovane età si è impegnato contro la violenza delle gendarmerie nel Regno di Jugoslavia, per poi entrare nella Bosnia ed Erzegovina e nello Stato indipendente della Croazia